# Build (canción)
«Build» es una canción de la banda británica de rock alternativo, The Housemartins, fue lanzada en 1987, como parte de su último álbum de estudio The People Who Grinned Themselves to Death, fue escrita por Paul Heaton y Stan Cullimore y logró colocarse en el puesto #15 de listas de Reino Unido. Su lado B fue «Paris In Flares». 

## Personal
- Norman Cook - Bajo
- Dave Hemingway - Batería, coros
- Paul Heaton - Guitarras, voz principal
- Stan Cullimore - Guitarras
- Pete Wingfield - Piano, teclados
- John Williams - Productor

- Datos: Q4986392